# Simulium annulatum
Simulium annulatum es una especie de insecto del género Simulium, familia Simuliidae, orden Diptera.
Fue descrita científicamente por Philippi en 1865.